# 刘文胜
刘文胜，中南大学粉末冶金研究院教授、党委书记，中国材料研究学会常务理事。主要研究领域包括高强结构材料、电子材料等基础与应用基础研究。2011年被中华人民共和国教育部选为“长江学者特聘教授”。